# Roletto
Roletto (piemontesisch Rolèj, okzitanisch Roulèi) ist eine Gemeinde in der italienischen Metropolitanstadt Turin (TO), Region Piemont.

## Lage und Einwohner
Roletto liegt 54 km südwestlich von Turin. Das Gemeindegebiet umfasst eine Fläche von 9 km² und hat 1984 Einwohner (Stand 31. Dezember 2023). 
Die Nachbargemeinden sind Pinerolo, Frossasco, Frossasco und Cantalupa.

## Geschichte

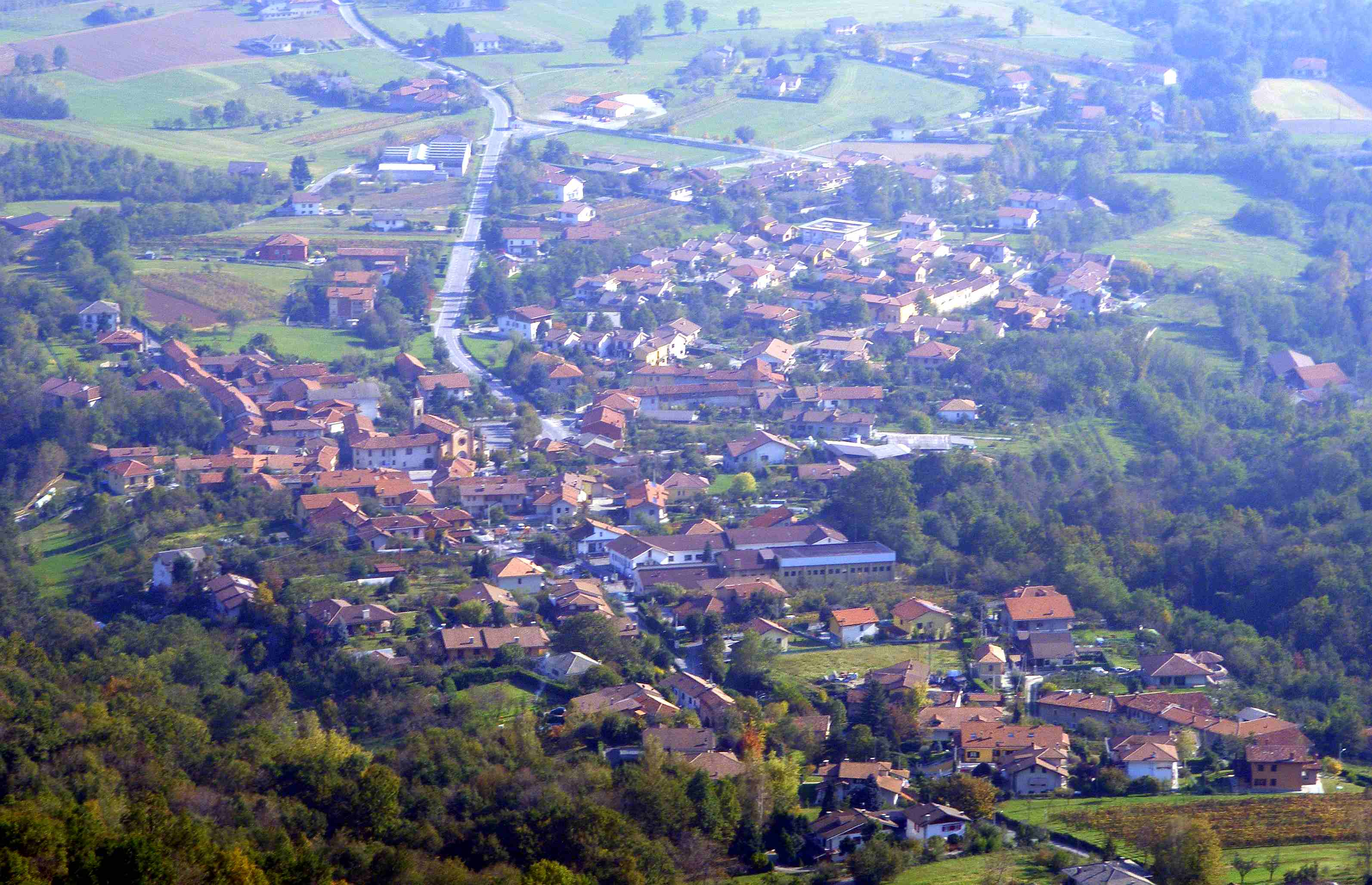
Panorama

Die Stadt, deren ursprünglicher Name aufgrund der zahlreichen Eichen auf ihrem Gebiet „Ruvereturs“ genannt wurde, war ein Besitz der Abtei Santa Maria in Verano und ihr Name tauchte erstmals im Jahr 1096 auf dem Gebiet der Abtei auf.

## Einzelnachweis
1. ↑  Bilancio demografico e popolazione residente per sesso al 31 dicembre 2023. ISTAT. (Bevölkerungsstatistiken des Istituto Nazionale di Statistica, Stand 31. Dezember 2023).